# Bisdom Danlí
Het bisdom Danlí (Latijn: Dioecesis Danliensis) is een rooms-katholiek bisdom met als zetel Danlí, in Honduras. Het bisdom is suffragaan aan het aartsbisdom Tegucigalpa. 

## Geschiedenis
Het bisdom werd opgericht op 2 januari 2017, uit delen van het aartsbisdom Tegucigalpa.

## Parochies
Het bisdom had in 2021 een oppervlakte van 7.489 km2 en telde 502.944 inwoners waarvan 82,6% rooms-katholiek was.

## Bisschoppen
- José Antonio Canales Motiño (2 januari 2017 - heden)